# ポケモンバトルストーリーズ
『ポケモンバトルストーリーズ』はあさだみほによる漫画作品。小学二年生で2011年4月号から2012年3月号まで連載されていた。単行本未収録。

## 概要
新聞記者の女性「ワカバ」が各地を周ってポケモンに関する出来事を特ダネスクープする物語。

## 登場キャラクター
ワカバ
新聞雑誌大学館の記者。へそ出しの衣装を着ている。幼い頃のトラウマからポケモンを苦手としており当初はスイーツの本を作成したがっていたが、編集長の依頼でポケモントレーナーを取材することになった。周囲から馬鹿にされる度に怒鳴ったり何かある度に悲鳴を上げたりとトラブルメーカーだがそこから転じてスクープに繋がったり他人の悪事を毎回食い止めたりとかなりの実力者でもある。くさタイプのポケモンのみが出場できる大会「サマーパフォーマンスコンテスト」でチャンピオンになれなかった腹いせにツンベアーで妨害して来た悪党選手を懲らしめた事でチャンピオンになり、念願のスイーツを平らげて大喜びした。手持ちポケモンはヤナップ。
終盤で父親と再開し、キュレムの調査に向かったがふとした事でキュレムに気づかれてしまい、道が岩で塞がれた上にキュレムも岩の下敷きとなり、ヤナップ達の協力の元で脱出し、キュレムを手当てした。最後は今までのトレーナーから感謝され、チトセから「ポケモン平気になったんじゃないですかー!?」と言われるも「このヤナップだけなのよ」と記事作りの旅を続ける。
チトセ
助手。おっちょこちょいなワカバとは対照的に真面目な性格。写真を撮るのが趣味。ドテッコツに似た女性「レモン」に好意を寄せている。手持ちポケモンはドテッコツ。
シノノメ
集談社の記者。熱血漢とは裏腹にスイーツが大好物であり、ワカバに呆れられていた。使用ポケモンはバオップ。「サマーパフォーマンスコンテスト」でワカバに加勢して悪党選手と戦っている時は「他人の邪魔をしては男らしくありませんよ」とアドバイスしていた。
マリン
光泉社の記者。スイーツ食べ放題にやって来たワカバと出会う。お嬢様風な性格。使用ポケモンはヒヤップ。
タケオ
ワカバが最初にターゲットにしたトレーナー。バトルのセンスが無いと言う理由でミジュマルを捨てていたが、ワカバのアドバイスやシママに襲撃されたのをきっかけに自分の心を改め直した。
格闘家
それぞれダゲキとナゲキを使用し、どちらが最強なのかを争っていた。ワカバの危機を救ったのと探し求めていた無敵の帯の真実を明かした師匠の「力を合わせてこそが無敵になれる」アドバイスにより和解した。